# Luciano Nicastri
Luciano Nicastri (Salerno, 9 luglio 1936 – Salerno, 17 ottobre 2013) è stato un filologo classico e latinista italiano.

## Biografia
Seguì gli studi classici dal 1954 al 1956 alla Scuola Normale di Pisa spostandosi successivamente all'Università di Napoli Federico II dove si laureò con una tesi dal titolo La formazione culturale di Apuleio, relatore Francesco Arnaldi. A Napoli fu assistente di Armando Salvatore e dal 1983 al 1985 professore associato di Didattica del latino. Dal 1986 al 2006 fu professore ordinario di Letteratura latina presso l'Università di Salerno.
Fu socio dell'Accademia pontaniana di Napoli.

## Opere
- Luciano Nicastri, Riflessioni critiche sul Partenio I di Alcmane, Napoli, Istituto Editoriale del Mezzogiorno, 1963.
- Luciano Nicastri, Catullo traduttore del Plokamos, Napoli, Istituto editoriale del Mezzogiorno, 1970.
- Luciano Nicastri, Ricerche sull'elegia ellenistico-romana. La tradizione alessandrina nel carme I 2, 14 di Gregorio Nazianzeno, Salerno, Laveglia, 1979.
- Luciano Nicastri, Cornelio Gallo e l'elegia ellenistico-romana: studio dei nuovi frammenti, D'Auria M., 1984, ISBN 978-88-7092-030-7.
- Luciano Nicastri (a cura di), Contributi di filologia latina, Quaderni del Dipartimento di scienze dell'antichità, Università degli studi di Salerno, Napoli, Arte tipografica, 1990.
- Italo Gallo e Luciano Nicastri (a cura di), Cultura, poesia, ideologia nell'opera di Ovidio, Edizioni Scientifiche Italiane, 1991, ISBN 978-88-7104-338-8.
- Luciano Nicastri, Properzio Coturnato: l'itinerario poetico di Pomponio Gaurico elegiaco, 1992.
- Italo Gallo e Luciano Nicastri (a cura di), Biografia e autobiografia degli antichi e dei moderni, Edizioni scientifiche italiane, 1995, ISBN 978-88-8114-093-0.
- Luciano Nicastri, Classici nel tempo: sondaggi sulla ricezione di Properzio, Orazio, Ovidio, Edisud, 2003.
- Luciano Nicastri, Per una iniziazione a Virgilio, Edisud, 2006.